# VIM 항공의 운항 노선
2017년 1월 기준, VIM 항공의 운항 노선은 다음과 같다.

## 운항 노선

### 아시아

#### 동아시아
- 중화인민공화국
  - 광저우 - 광저우 바이윈 국제공항 계졀 전세편

#### 남아시아
- 인도
  - 고아 - 고아 국제공항

#### 서남아시아
- 아랍에미리트
  - 두바이 - 알막툼 국제공항 전세편
- 이스라엘
  - 에일라트 - 오브다 공항

#### 중앙아시아
- 아르메니아
  - 예레반 - 츠바르츠노츠 국제공항
  - 귬리 - 시라크 공항
- 아제르바이잔
  - 간자 - 간자 국제공항
  - 란카란 - 란카란 국제공항
  - 게벨레 - 게벨레 공항
- 우즈베키스탄
  - 사마르칸트 - 사마르칸트 국제공항
  - 페르가나 - 페르가나 국제공항
  - 나망간 - 나망간 공항
  - 안디잔 - 안디잔 공항
  - 카르시 - 카르시 공항
  - 테르메스 - 테르메스 공항
- 키르기스스탄
  - 오시 - 오시 공항
- 타지키스탄
  - 두샨베 - 두샨베 국제공항
  - 쿠르곤텝파 - 쿠르곤텝파 국제공항
  - 후잔트 - 후잔트 공항

### 유럽

#### 서유럽
- 프랑스
  - 샹베리 - 샹베리 공항

#### 중유럽
- 스위스
  - 바젤 - 유로 에어포트

#### 남유럽
- 그리스
  - 테살로니키 - 테살로니키 국제공항
- 스페인
  - 바르셀로나 - 바르셀로나 엘프라트 국제공항
  - 그란 카나리아 - 그란 카나리아 공항
  - 말라가 - 말라가 공항
  - 알리칸테 - 알리칸테 공항
  - 테네리페 - 테네리페 사우스 공항

#### 동유럽
- 러시아
  - 모스크바 - 도모데도보 국제공항 허브
  - 노보시비르스크 - 톨마쵸보 국제공항
  - 소치 - 소치 국제공항
  - 심페로폴 - 심페로폴 국제공항
  - 크라스노다르 - 크라스노다르 국제공항
  - 겔렌지크 - 겔렌지크 공항
  - 마가단 - 마가단 소콜 공항
  - 마하치칼라 - 마하치칼라 유타스 공항
  - 브라츠크 - 브라츠크 공항
  - 블라고베시첸스크 - 블라고베시첸스크 이그나톄보 공항
  - 스타브로폴 - 스타브로폴 공항
  - 아나디리 - 아나디리 우고니 공항
  - 콤소몰스크나아무레 - 콤소몰스크나아무레 공항
- 몰도바
  - 키시너우 - 키시너우 국제공항